# Opodiphthera jurriaansei
Opodiphthera jurriaansei is een vlinder uit de familie nachtpauwogen (Saturniidae), onderfamilie Saturniinae.
De wetenschappelijke naam van de soort is voor het eerst geldig gepubliceerd door Van Eecke in 1933.